# Kinga Dózsa-Farkas
Kinga Dózsa-Farkas (* 29. September 1943 in Budapest) ist eine deutsche, in Ungarn geborene Designerin. Sie war Studentin an der Hochschule für Gestaltung Ulm und gründete 1970 gemeinsam mit ihrem Ehemann, dem Designer Andras Dózsa-Farkas, das Dózsa-Farkas Design Team (dfdt) in München.

## Leben
Kinga Dózsa-Farkas (geb. Gebefügi) wurde 1943 als Tochter einer Bildhauerin und eines Diplom-Ingenieurs in Budapest geboren. Gemeinsam mit ihrem Bruder genoss sie eine behütete Kindheit. Ihr Gespür für Farben, Formen, Mode und Technik wurde bereits früh familiär geprägt. Nach dem Abitur machte sie ein Praktikum im Architekturmodellbau bei Iparterv Budapest.
1963 nahm sie das Studium der Formgestaltung an der Hochschule für angewandte Kunst in Budapest auf. Dort bekam sie eine zwei- und dreidimensionale künstlerische Ausbildung in Zeichnen, Malen, Bildhauerei und Geometrie. 1964 ging sie mit ihren Eltern und ihrem Bruder nach Deutschland, wo sie ihr Studium an der Hochschule für Gestaltung Ulm fortsetzte. 1968 schloss sie das Studium mit ihrer praktischen Diplomarbeit „Variabler Mehrzweck-Waschtisch“ ab.
1968 heiratete die den Designer Andras Dózsa-Farkas, ebenfalls Absolvent der Hochschule für Gestaltung in Ulm. 1973 und 1977 wurden ihre beiden Söhne geboren.
1970 gründete Kinga Dózsa-Farkas gemeinsam mit ihrem Mann das Dózsa-Farkas Design Team in München. Mit ihrem Team entwickeln sie serienreife Produkte in der Tradition der Hochschule für Gestaltung Ulm. Das Designstudio verzeichnete zahlreiche eingetragene Patente und Designpreise.
Kinga Dózsa-Farkas lebt in München und ist als Produktdesignerin sowie im künstlerischen Bereich tätig.

## Werk

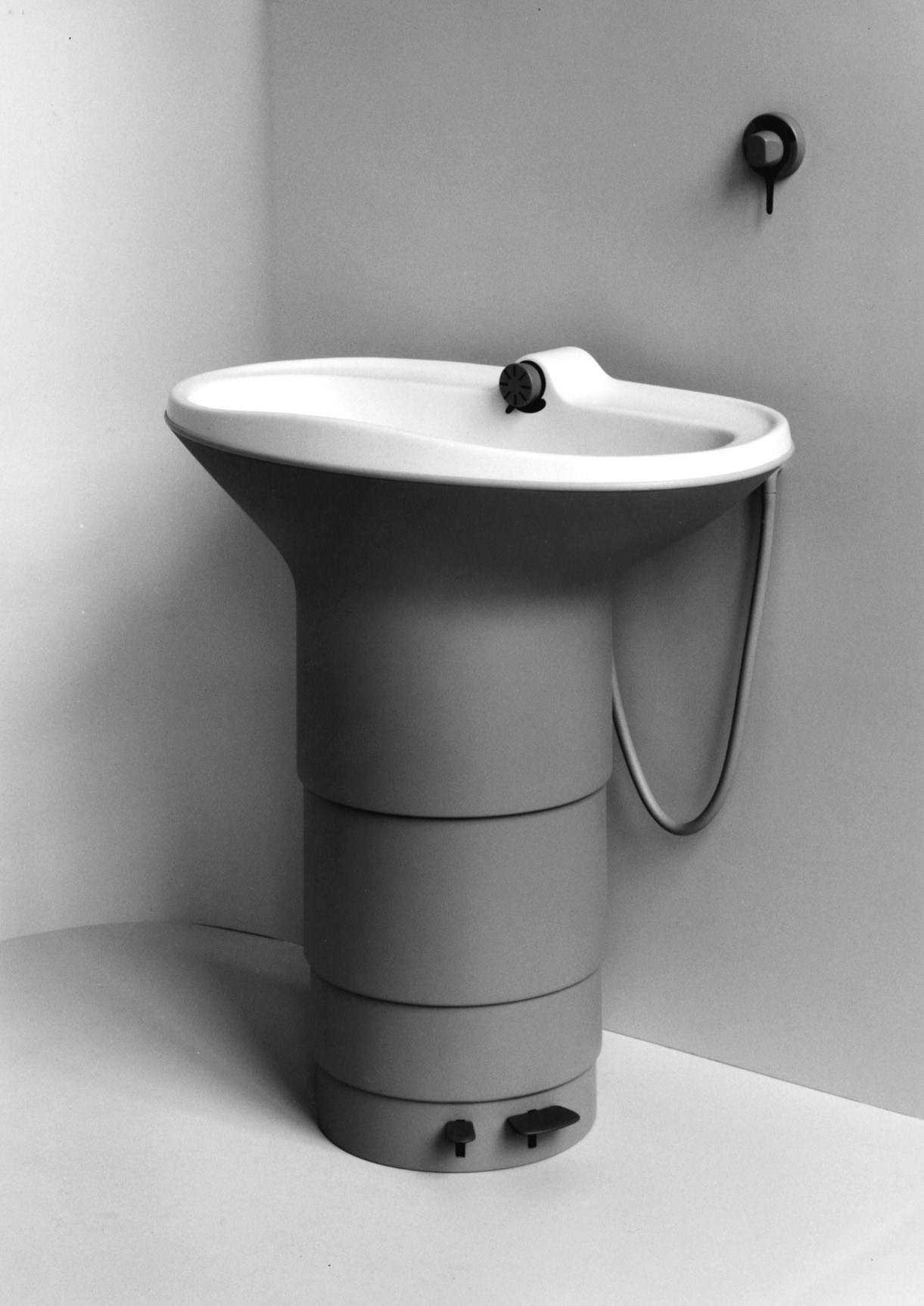
Variabler Mehrzweck-Waschtisch von Kinga Dózsa-Farkas

In ihrem Studium an der Hochschule für Gestaltung Ulm machte Kinga Dózsa-Farkas durch ihre konzeptionellen Arbeiten auf sich aufmerksam. So ging ihr Entwurf eines Gewürzsets auf einem Trägertablett für die Hotellerie, eine Arbeit aus dem ersten Studienjahr, bei der Firma Buchsteiner GmbH in Serie. Zudem wurde ihre Arbeit „Entwicklung einer Verkehrszeichenanlage“ aus dem zweiten Studienjahr, ein Baukastensystem mit austauschbaren Leuchtfeldern, 1967 beispielhaft für die Gestaltung der HfG Ulm auf der EXPO in Montreal präsentiert. Im dritten Studienjahr entwarf sie einen Arbeitsstuhl, der durch die plastische Verformung der glasfaserverstärkten Schale eine federnde Rückenlehne und eine neue Ergonomie ermöglichte. Der Stuhl unterstützte den Lendenwirbelbereich und gewährleistete asymmetrische Bewegungen. Die Firma Wilde & Spieth nahm den Stuhl 1970 in ihr Programm.

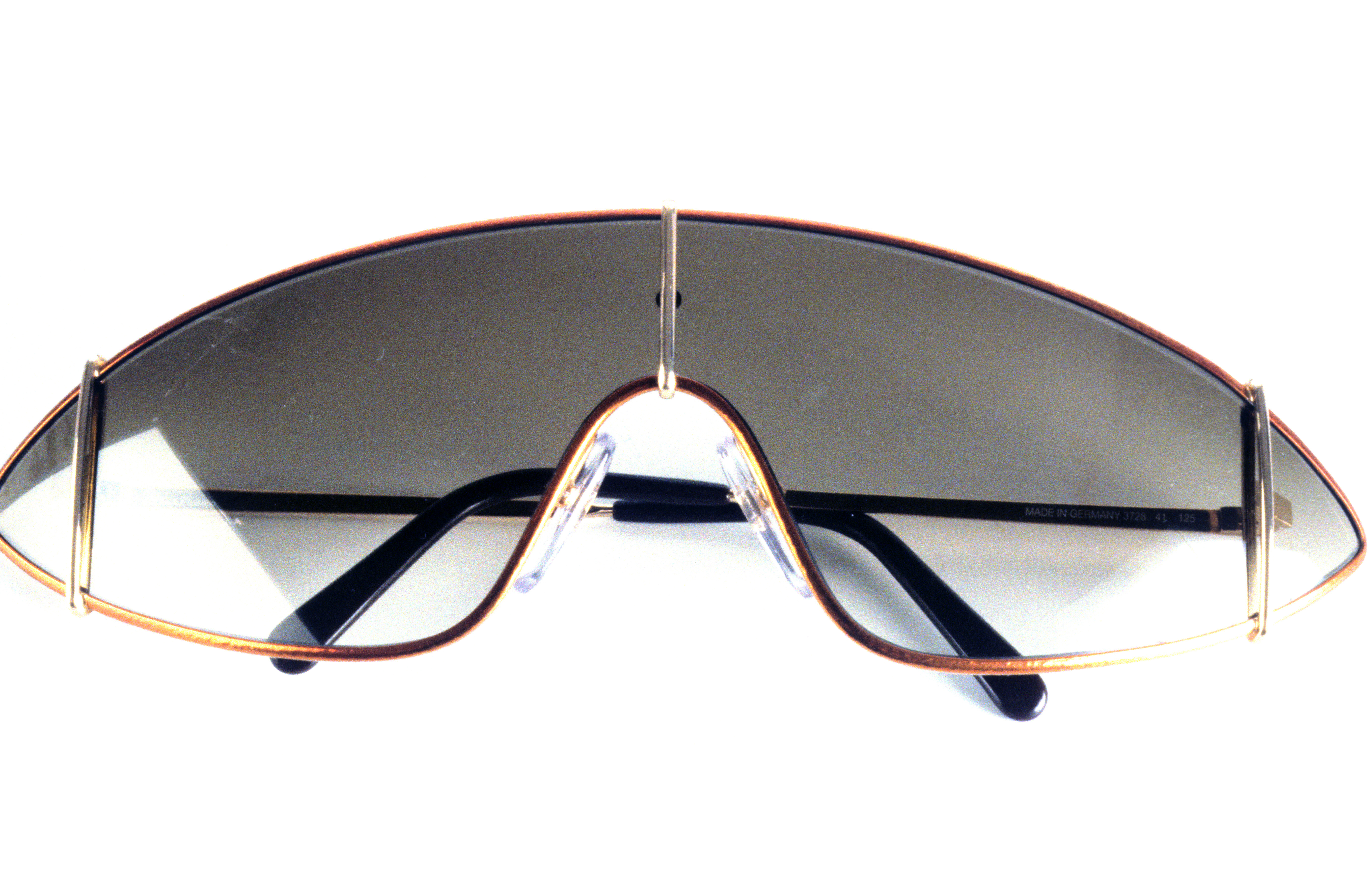
Sonnenbrillen-Design von Kinga Dózsa-Farkas für Paloma Picasso

Ihre Diplomarbeit, ein höhenverstellbarer Waschtisch, wurde 1970 mit dem Rosenthal Studio-Preis sowie dem Braun-Preis ausgezeichnet. Sie war die erste Frau, die mit dem Braun Preis ausgezeichnet wurde. Der 50 bis 110 cm hohe, variable Mehrzweck-Waschtisch ermöglichte die ergonomisch korrekte Haltung bei der Körperreinigung. Dies machte ihn auch für Behinderte und Kinder nutzbar. Zudem konnte der Waschtisch als Kinderbadewanne genutzt werden. In ihrer theoretischen Diplomarbeit „Studien über Kerbtiere unter dem Aspekt verwandter Designprobleme“ analysierte sie den anatomischen Aufbau von Insekten, um von der Natur technische Funktionen abzuleiten.

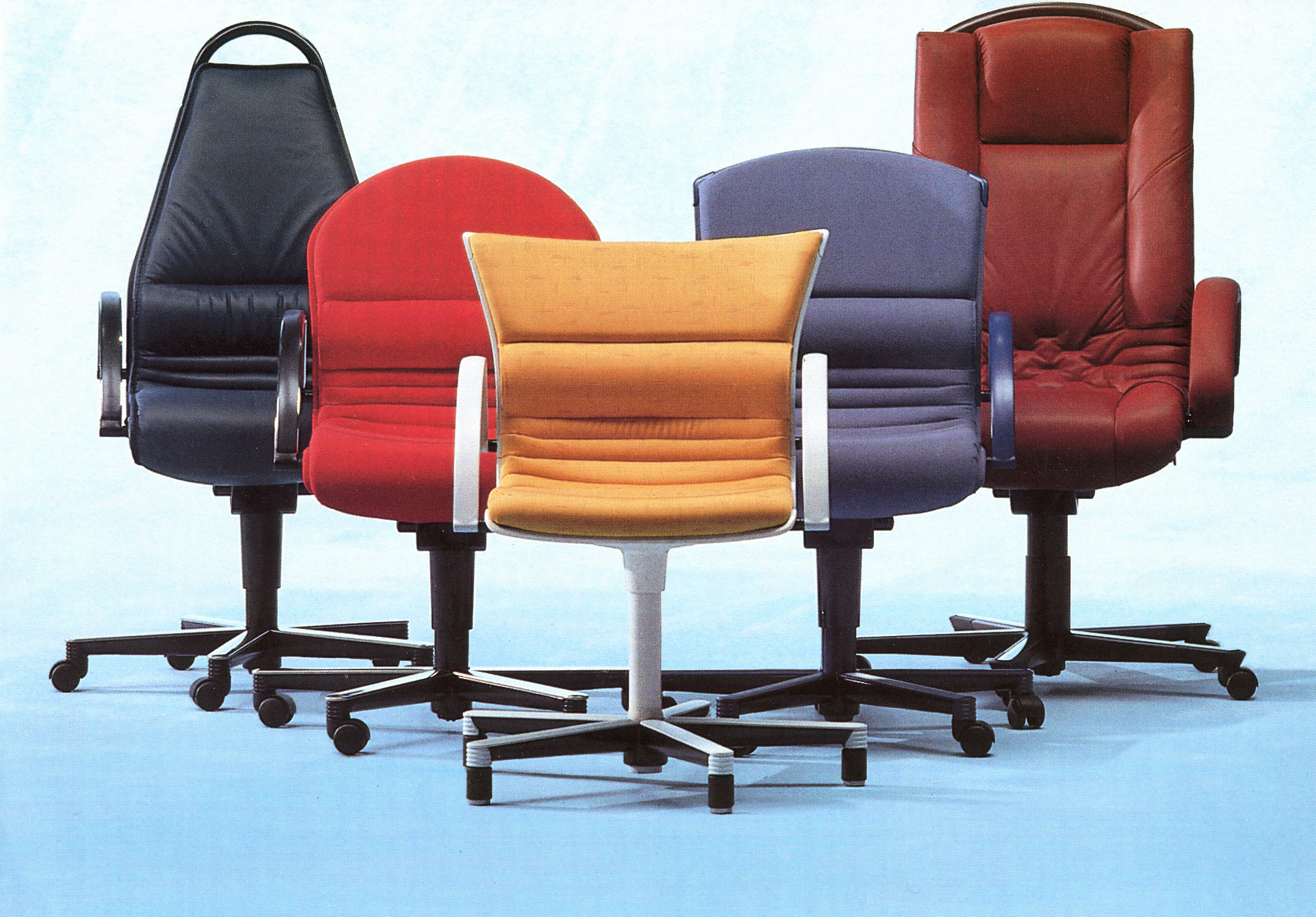
Giroflex Serie von dfdt mit Farbdesigns von Kinga Dózsa-Farkas

Nach dem Studium arbeitete sie ein Jahr lang bei der Gugelot Design GmbH, dem Design-Büro von Hans Gugelot, in Neu-Ulm. 1970 gründete sie gemeinsam mit ihrem Mann das Dózsa-Farkas Design Team in München. Kinga Dózsa-Farkas spezialisierte sich auf Produkte, bei denen die Form- und Farbsprache sowie der emotionale Gebrauch im Fokus standen. Ab 1980 entwarf sie circa 13 Jahre lang die Sonnenbrillen-Linie Paloma Picasso von Optyl sowie weitere Gestelle für namhafte Modemarken. 1987 gewann sie den International Colour Design Preis für ihr Farbsystem der Textilbezüge der Giroflex 44 Serie. Wiederholt entwarf sie Textildesigns für den dänische Stoffhersteller Gabriel. Von Brillen-Modellen für die Firmen Optyl und Rodenstock über Stoff- und Teppichdesigns für die Firma Vorwerk bis hin zu Lederaccessoires für das Modelabel Aigner gestaltete sie für verschiedene Branchen und Unternehmen.
Gemeinsam mit ihrem Team beschäftigte sich Kinga Dózsa-Farkas auch mit Bürosysteme. So entstanden für die Schweizer Firmen Giroflex, Lista, das Ungarische Unternehmen Stulwerk und viele weitere, industriell gefertigte Serien bestehend aus Bürostühlen, Schreibtischen und weiteren Büromöbeln. Materialien wie Kunststoff, Stahlrohre, Holz und Leder fanden dabei wiederholt Anwendung: Ergonomie, Emotionalität und Funktionalität waren grundlegend im Design der aufeinander aufbauenden Produktgruppen verankert.
Mehrfach wurden ihre Entwürfe in die Design-Auswahl des Design Center Stuttgart aufgenommen. Eine Auswahl ihrer Arbeiten ist zudem Teil des Bestands der Neuen Sammlung der Pinakothek der Moderne in München. 1989 nahm Kinga Dózsa-Farkas an der Ausstellung „Frauen im Design“ des Design Center Stuttgart teil.
Von 1996 bis 2000 war Kinga Dózsa-Farkas Teil der Jury des Bundespreises Produktdesign des Rats für Formgebung. 2011 präsentierte sie einige Arbeiten in der Galerie Muosz in Budapest.

## Preise
- 1970 Braun-Preis[6]
- 1972 Rosenthal-Studio-Preis
- 1986,87,89,92 Design-Auswahl Stuttgart
- 1987 International Colour Design Preis für eine Giroflex Serie
- 1988,89,93 Roter Punkt Essen
- 1988 G-zeichen Japan
- 1989 ion Holland
- 1993 design innovation, Haus Industrieform Essen
- 1994 if Hannover top ten
- 1998 if Hannover design award winner[7]